# 320 mm/44 Mod. 1934
320 mm/44 Mod. 1934 — 320-миллиметровое корабельное артиллерийское орудие, разработанное и производившееся в Италии. Состояло на вооружении Королевских ВМС Италии. Было получено путём растачивания 305-мм орудия Модели 1909. Устанавливалось на модернизированных линейных кораблях типов «Конте ди Кавур» и «Андреа Дориа». Применялось во Второй мировой войне.

## История разработки
Решениями Вашингтонской морской конференции 1922 года строительство новых линкоров было запрещено до 1931 года. Однако в подписанном договоре было сделано ряд исключений. В частности, Италия и Франция, имевшие к моменту подписания договора наиболее слабые в боевом отношении линкоры, получили право построить, начиная с 1927 года, по два линкора, общим водоизмещением не более 70 000 тонн. Лондонский морской договор 1930 года, продливший мораторий на строительство линкоров до 1936 года, сохранил за Италией и Францией это право. Тем не менее, первоначально обе стороны не спешили воспользоваться этой возможностью. В начале 1920-х годов обе страны находились в сложном финансовом положении, в дальнейшем, французское военно-политическое руководство предпочитало тратить деньги на сухопутную оборону, прежде всего на «Линию Мажино», а в высших кругах Regia Marina стало популярным мнение об отмирании линкоров. В годы Первой мировой войны итальянские линкоры не показали себя особенно полезными кораблями. и вследствие этого в итальянском флоте возникла теория о преобладающем роли авиации и подводных лодок в будущей морской войне. Кроме того, руководство обеих стран не желало провоцировать «линкорную» гонку вооружений и предпочитало занимать выжидательную позицию.

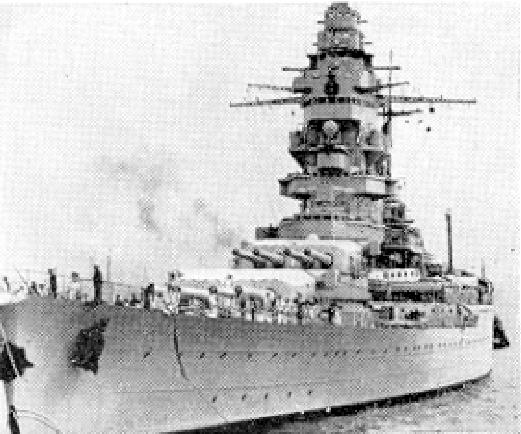
Линейный крейсер «Дюнкерк».

В 1928 году правительство Веймарской республики объявило о закладке «броненосца» «Дойчланд» — головного корабля в серии «карманных линкоров» германского флота. Это известие вызвало большую обеспокоенность руководства французского флота и несмотря на противодействие парламента Франции оно в 1931 году добилось выделения средств на строительство линейного крейсера «Дюнкерк». Этот корабль был заложен в 1932 году. Он имел стандартное водоизмещение 26 500 тонн, скорость около 30 узлов и вооружался 330-мм орудиями с большой дальностью стрельбы. Хотя французы позиционировали его как охотника за немецкими «карманными линкорами», в итальянских военно-морских кругах постройка «Дюнкерка» рассматривалась как шаг к изменению status quo на Средиземном море. К началу 1930-х годов итальянский флот имел в строю лишь два линкора типа «Андреа Дориа», вооружённых 305-мм орудиями и развивавшими скорость менее 22 узлов. Считалось, что французский корабль может уничтожить оба итальянских линкора, используя своё преимущество в скорость хода и дальнобойности орудий главного калибра.
Командование Regia Marina срочно приступило к выработке ответных мер. Самым очевидным представлялось строительство новых линкоров. К проектированию будущих линкоров типа «Литторио» действительно приступили в 1932 году. Но это означало, что первый новый линкор вступит в строй не ранее чем через шесть-семь лет. Такой временной промежуток означал, что в будущем возникнет период, когда итальянскому флоту будет нечего противопоставить французскому линейному крейсеру. В результате, в 1932 году было принято решение о радикальной модернизации двух линейных кораблей типа «Конте ди Кавур» и уже в 1933 году на обоих кораблях начались работы. Проект предусматривал замену 60 % первоначальных конструкций. Корпус удлинялся, энергетическая установка полностью заменялось, усиливалось бронирование, менялось вооружение. Но особенно остро стоял вопрос о замене орудий главного калибра, без которой модернизация линкоров теряла смысл.
Установить на линкорах новую артиллерию главного калибра не представлялось возможным. Во-первых, создание новых орудий и их установок требовало времени сопоставимого с постройкой нового линкора. Во-вторых, это привело бы к недопустимому сокращению числа орудий. Кроме того, флот уже вёл работы по созданию новых 381-мм пушек для линкоров типа «Литторио» и не имел возможности реализовать ещё один подобный проект. В итоге, было принято решение рассверлить орудия главного калибра линкоров типа «Конте ди Кавур», насколько это было возможно по пределу прочности, разработать новые снаряды, а также увеличить угол возвышения орудий.

## Конструкция орудия320 mm/44 Mod. 1934
Линкоры типа «Конте ди Кавур» в исходном варианте несли по 13 305-мм орудий в пяти башнях — трёх трёхорудийных и двух двухорудийных. В ходе реконструкции среднюю трёхорудийную башню сняли, а орудия оставшихся подвергли серьёзной переделке. Благодаря проволочной конструкции пушек, удалось увеличить их калибр без изменения внешних размеров. Внутреннюю трубу извлекли, а затем удалили часть проволочной намотки. В расширенный канал вставили новую трубу, калибром 320 мм. Нарезка была постоянной, правосторонней, с шагом 30 калибров. Относительная длина орудия сократилась и теперь составляла 43,75 калибра, пушки теперь именовались 320 mm/44. Остальная часть конструкции орудий осталась без изменений. Пушки сохранили поршневой затвор системы Велина с пневматическим приводом. Поскольку пушки линкоров изначально имели некоторую разницу в устройстве, переделку орудий «Армстронга», стоявших на «Кайо Дуилио» и «Джулиа Чезаре» поручили компании «Ансальдо», а работы над орудиями «Виккерса», имевшимися на «Конте ди Кавур» и «Андреа Дориа» произвела компания ОТО. Соответственно, первые получили обозначение Mod. 1934, а вторые Mod. 1936. Характеристики обеих моделей были одинаковыми.
В результате проделанной работы, дульная энергия орудия выросла на 13,4 %. Масса бронебойного снаряда возросла на 16 %. Однако при этом, снизившаяся прочность ствола вынудила ограничить максимальное давление пороховых газов в стволе до 3100 атмосфер, что привело к некоторому падению начальной скорости потяжелевшего снаряда. Живучесть ствола также оказалась невысокой — 150 выстрелов. Впрочем, низкая живучесть стволов была характерной чертой почти всех образцов итальянской корабельной артиллерии.
Использовалось два типа снарядов — бронебойный и фугасный. Их длина была одинаковой, но из-за большего размера каморы, фугасный снаряд весил меньше — 458 кг против 525 кг у бронебойного. Содержание взрывчатого вещества в бронебойном снаряде было около 2 %, что вписывалось в русло появившейся в 1930—1940-х годах тенденции к сокращению веса ВВ в бронебойных снарядах. Метательный заряд по-прежнему заключался в четырёх картузах и имел общий вес 175 кг.
В качестве метательного заряда итальянский флот с 1936 года перешёл на использование двух новых марок порохов. Порох NAC производился компанией «Динамит Нобель» и состоял из 27 % нитроглицерина, 66 % нитроацетилцеллюлозы и 7 % централита. FC4, производившийся компанией «Бомбрини-Пароди-Дельфино», включал в свой состав 28 % нитроглицерина, 64 % нитроцеллюлозы, 4 % фталата, 4 % централита и 1 % вазелина. По эффективности эти составы уступали британским и немецким порохам. Беспламенных порохов для артиллерии крупного калибра у итальянцев не имелось, что делало затруднительной ночную стрельбу. Кроме того, итальянские стандарты изготовления боеприпасов допускали слишком значительные отклонения, что приводило к большому разбросу снарядов в залпе. Эта проблема касалась и орудий 320 mm/44 Mod. 1934/1936.
| калибр, мм                | 304,8         | 304,8         | 320                         |
| длина ствола, калибров    | 46            | 46            | 44                          |
| масса орудия, кг          | 63 500        | 63 500        | 64 000                      |
| скорострельность, в/мин   | 2             | 2             | 2                           |
| вес снаряда, кг           | 452           | 452           | 525                         |
| вес заряда, кг            | 117           | 117           | 175                         |
| начальная скорость, м/с   | 840           | 840           | 830                         |
| максимальная дальность, м | 24 000 (+20°) | 24 000 (+20°) | 28 600 (+27°) 29 400 (+30°) |
| дульная энергия, МДж      | 159,4656      | 159,4656      | 180,8362                    |

## Комментарии
1. ↑  За всю Первую мировую войну итальянские линкоры ни разу не стреляли по противнику.
2. ↑  Во французском флоте корабли типа «Дюнкерк» классифицировались как линкоры.
3. ↑  Дальность стрельбы итальянских линкоров составляла 24 000 м, «Дюнкерка» — 41 700 м.
4. ↑  Стволы орудий проволочной конструкции состояли из внутренней трубы, намотанной на неё стальной проволоки и внешней трубы.